# Mariánské Lázně
Mariánské Lázně (tysk Marienbad) er en by i den vestlige del af Tjekkiet, 55 km nordvest for Plzeň og tæt på grænsen til Tyskland i regionen Karlovy Vary. Befolkningen var i begyndelsen af 2008 på 13.915 indbyggere.
Stedet fik sit navn Marienbad i 1808. Byen ligger i knap 600 meters højde i bjergkæden Tepelská Plošina og er omgivet af grønne bjerge. Den har en udsøgt mosaik af parker og smukke bygninger, hvoraf de fleste er fra byens guldalder i anden halvdel af det 19. århundrede. Mellem 1818-1824 blev der under vejledning af havearkitekten Václav Skalník, arkitekt Jiří Fischer og bygherren Anton Turner skabt et parklignende landskab med søjlegange, neoklassiske bygninger og pavilloner omkring kilderne. Mellem 1870 og 1914 blev mange nye hoteller, søjlegange og andre bygninger, tegnet af arkitekterne Friedrich Zickler, Josef Schaffer og Arnold Heymann, opført eller genopbygget fra ældre huse. I 1872 fik byen jernbaneforbindelse med byen Cheb og dermed med hele det østrig-ungarske rige og resten af Europa.

## Byen som kurby
Byen er en kurby, kendt for sine mineralholdige kilder. Kilderne omtales første gang i et dokument fra 1341, hvor de kaldes "Auschowitzer kilderne" og tilhørte Tepl Klosteret under Præmonstratenserordenen. Det var Josef Nehr, der var læge i klosteret, der fra 1779 til sin død i 1820 arbejdede hårdt for at vise kildernes helbredende egenskaber, hvilket medførte, at vandet begyndte at blive brugt til medicinske formål.
Mange berømtheder som Goethe, Chopin, Johanne Luise Heiberg og europæiske herskere som Edvard 7. af Storbritannien, den russiske Zar Nikolaj 2. og kejser Franz Joseph 1. af Østrig-Ungarn kom for at nyde godt af de mineralholdige kilder, hvor man tilbød behandling for nyre- og urinvejssygdomme, astma, bronkitis, stofskiftesygdomme og gigt.

## Verdensarv fra 2021
Den 24. juli 2021 indskrev UNESCO Mariánské Lázně som verdensarv. Mariánské Lázně blev én af de 11 byer i Europas store kurbadesteder. 

## Eksterne kilder og henvisninger
1. ↑  "Indbyggertal 1. januar 2008". Arkiveret fra originalen 17. marts 2016. Hentet 25. december 2009.

- Mariánské Lázně i Den Store Danske på Lex.dk

- Wikimedia Commons har flere filer relateret til Mariánské Lázně